# Ambrostoma montana
Ambrostoma montana es un insecto coleóptero de la familia Chrysomelidae que fue descrita científicamente por primera vez en 1990 por Medvedev.

## Distribución geográfica
Habita en Nepal.